# Калькуттская чёрная яма
Кальку́ттская чёрная яма (также Калькуттская чёрная дыра) — вошедшее в историю название маленькой тюремной камеры в калькуттском форте Уильям, где в ночь на 20 июня 1756 года задохнулось много оборонявших город англичан. Они были брошены туда бенгальским навабом Сирадж уд-Даулом, захватившим Калькутту в ответ на её укрепление англичанами, что нарушало достигнутые прежде договорённости.
Согласно отчёту командира гарнизона Джеймса Холуэлла, из 146 узников «чёрной ямы» выжили всего 23 человека. Этот инцидент широко муссировался как образец варварства наваба и послужил поводом для взятия в 1757 году Калькутты Робертом Клайвом, а затем — и покорения им всей Бенгалии. Однако сейчас считается, что данные Холуэлла о числе заключённых и погибших в «чёрной дыре» были преувеличены.

## «Инцидент»
Сирадж уд-Даула прибыл в Форт-Уильям 16 июня 1756 года с 30-тысячным войском с целью захватить его у англичан. После двух дней боёв губернатор Дрейк счёл невозможным сдерживать войска наваба и 19 июня бежал с основной частью англичан из форта в деревню Фулту. Джеймс Холуэлл с оставшимися солдатами остался в форте с целью продолжить битву с Сираджем и тем самым обеспечить прикрытие для отступления Дрейка и части солдат.
Англичане отступили к внутренней линии обороны, удерживая только старое здание Форт-Уильяма и несколько метров вокруг него. Холуэлл постарался укрепить оборону, но постоянные атаки бенгальцев сделали это невозможным. Под покровом ночи 53 солдата (в основном голландские) дезертировали из форта и сдались Сираджу уд-Дауле. В боях с утра до полудня 20 июня 25 английских солдат были убиты и 70 ранены. В строю осталось только 14 солдат. Вечером 20 июня силами бенгальцев оборона англичан была прорвана со всех сторон, и войска вошли внутрь форта. Некоторые из англичан были казнены бенгальцами. Холуэлл сдался в плен, и боевые действия прекратились.
Приказом наваба европейские солдаты были заключены под стражу в «Чёрную дыру» (маленькую яму с одним небольшим окном). Заключённых в дыре оказалось слишком много, в течение одной жаркой июньской ночи многие из них погибли от удушья или ранений. Число жертв спорное, по официальным данным, погибло 123 человека из 146 заключённых. Число в 200 человек называлось англичанами, которым удалось бежать из Форт-Уильяма в Чанданнагар.